# Elliott Quow
Elliott Quow, né le 3 mars 1962, est un ancien athlète américain spécialiste du 200 mètres. Après avoir remporté le titre des Jeux panaméricains de 1983, il décroche la médaille d'argent des Championnats du monde d'Helsinki remportés par son compatriote Calvin Smith.

## Palmarès

### Championnats du monde
- Championnats du monde d'athlétisme 1983 à Helsinki :
  -  Médaille d'argent du 200 mètres

### Jeux panaméricains
- Jeux Panaméricains de 1983 à Caracas :
  -  Médaille d'or du 200 mètres